# Lev Roednev

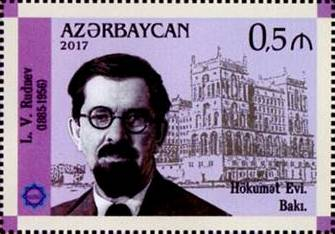
Lev Roednevs beeltenis op een Azerbeidzjaanse postzegel.

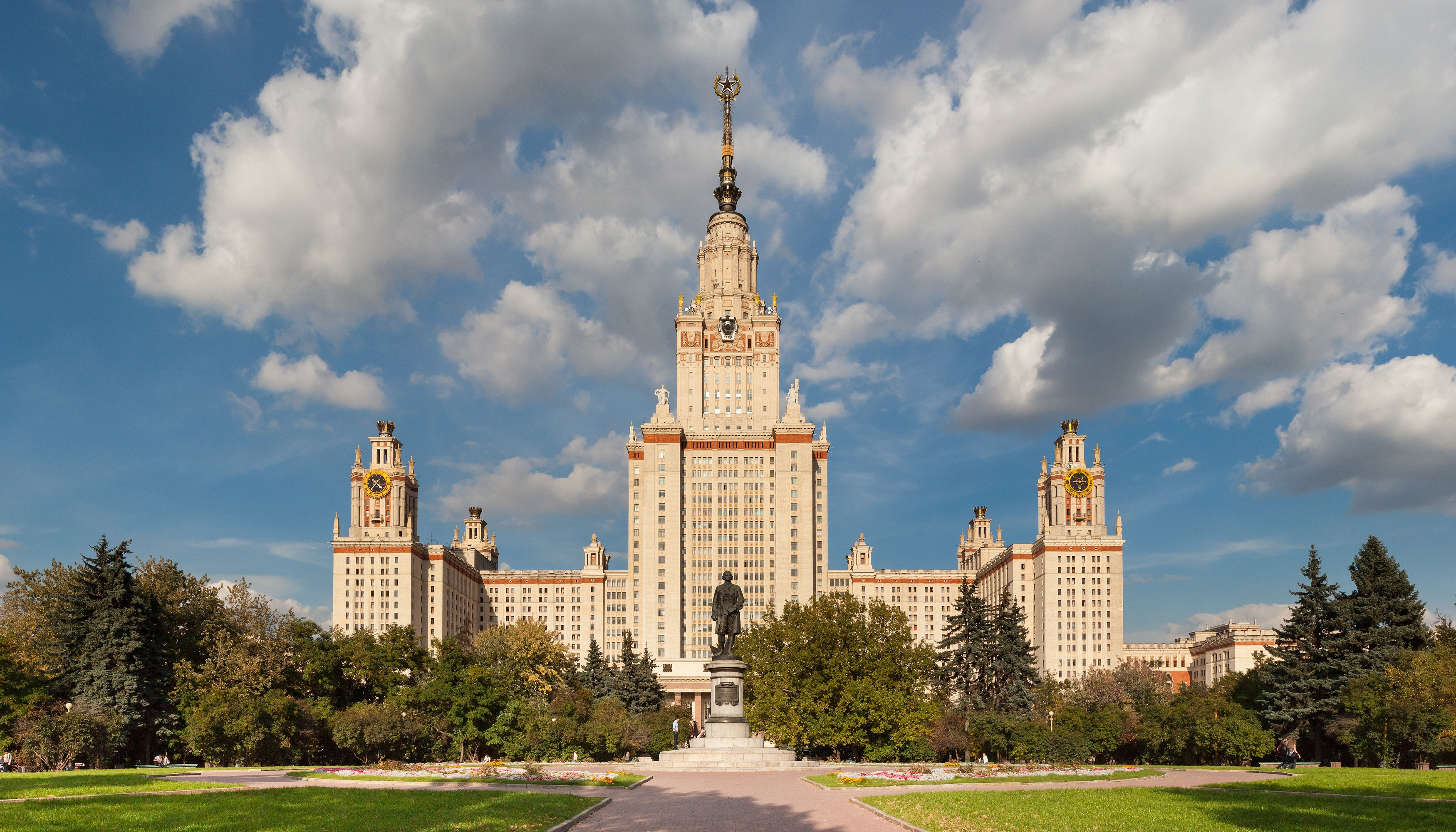
Hoofdgebouw van de Staatsuniversiteit van Moskou

Lev Roednev (Opotsjka, 1 maart 1885 - Moskou, 19 november 1956) was een Sovjet-Russisch architect en een leidende figuur in de Stalinistische architectuur. Hij werkte in Moskou, Voronezj, Wolgograd, Bakoe, Warschau en Riga.
Roednev is vooral gekend als de architect van het monumentale hoofdgebouw van de Staatsuniversiteit van Moskou, een wolkenkrabber gebouwd tussen 1949 en 1953 die het hoogste onderdeel vormt van de Zeven Zusters die in opdracht van Jozef Stalin werden gebouwd. Het bouwwerk bleef tot 1997 het hoogste gebouw van Europa en is nog steeds het hoogste bouwwerk van een onderwijsinstelling ter wereld. Van 1952 tot 1955 superviseerde hij in Warschau ook de bouw van het Paleis van Cultuur en Wetenschap dat naar zijn plannen, en als geschenk van de Sovjet-Unie aan de Poolse bevolking werd geschonken en eigenlijk een afgeleide is van het hoofdgebouw van de Moskouse Staatsuniversiteit. Van 1936 tot 1952 werd in Bakoe gewerkt aan het regeringsgebouw voor de Azerbeidzjaanse Socialistische Sovjetrepubliek dat hij ontwierp. In 1939 tekende hij de Froenzeacademie. Van 1953 tot 1956 verrees in Riga het door hem ontworpen gebouw van de Academie der Wetenschappen van Letland.
Roednev won in 1949 de Stalinprijs voor zijn plannen voor de Staatsuniversiteit.
- Gemeinsame Normdatei: 1173852751
- International Standard Name Identifier: 0000 0000 6708 4166
- Library of Congress Control Number: n2003126806
- Union List of Artist Names: 500120733
- Virtual International Authority File: 70774451
- WorldCat: E39PBJvCVbfvvx39prDFbgJMT3